# Zorinsk
Zorinsk (en ucraniano: Зоринськ, lit. 'Zorynsk'; en ruso: Зоринск) es una ciudad ucraniana perteneciente al óblast de Lugansk. Situada en el este del país, hasta 2020 formaba parte del raión de Perevalsk, pero hoy es parte del raión de Alchevsk y parte del municipio (hromada) de Alchevsk.
La ciudad se encuentra ocupada por Rusia desde la guerra del Dombás, siendo administrada como parte de la de facto República Popular de Lugansk.

## Geografía
Zorisnk está situada a orillas del río Bila, 15 km al oeste de Perevalsk y 52 kilómetros al sudoeste de Lugansk. 

## Historia
Zorinsk fue fundada en 1930 como un asentamiento minero de Nikanor y pasó a llamarse Olénivka (en ucraniano: Оленівка) en 1934, al mismo tiempo el lugar recibió el estatus de asentamiento de tipo urbano. En el Holodomor (1932-1933), el número de víctimas residentes de Zorinsk fue de 265.
La ciudad de Zoriansk se formó el 17 de diciembre de 1963 por la fusión del pueblo ferroviario de Manuilivka y el pueblo minero de Nikanor.
Desde la desintegración de la Unión Soviética en 1991, Ucrania ha experimentado serias dificultades económicas y sociales, particularmente en las ciudades mineras del Dombás. En 2003, 164 habitantes de Zorinsk solicitaron asilo político a diecinueve países occidentales, creyendo que sus derechos constitucionales habían sido violados en Ucrania, donde habían sido privados de calefacción, agua corriente y gas durante varios años, haciéndoles la vida insoportable. Además, los salarios de los mineros en la mina de Nikanor-Novaya eran particularmente bajos, situación denunciada por asociaciones de derechos humanos en 2007.
Desde 2014, Zorinsk se administra como parte de la autoproclamada República Popular de Lugansk tras su toma por separatistas prorrusos en la guerra del Dombás. La RPL planea cerrar la mina local antes del 1 de febrero de 2021.

## Demografía
La evolución de la población entre 1923 y 2022 fue la siguiente:
| 4630                                                          | 12 106 | 10 650 | 9393 | 9776 | 8838 | 7532 | 7331 | 7219 | 7173 | 7096 |
| (Fuente: Cities & Towns of Ukraine y UKRAINE: Größere Städte) |        |        |      |      |      |      |      |      |      |      |

Según el censo de 2001, la lengua materna de la mayoría de los habitantes, el 82,74%, es el ruso; del 17,02% es el ucraniano.

## Economía
La minería del carbón es la principal actividad de Zorinsk, producido por la empresa Luganskugol que explota la mina Nikanor-Novaya.

## Infraestructura

### Transporte
La autopista que pasa por Zorinsk es la M-04/E40, que conecta Známianka-Lugansk-Izvárine. Su estación de tren se llama Manuilivka, y está en el ramal Debáltseve-Lugansk.